# مجتبی نجاریان
مجتبی نجاریان (زادهٔ ‎۵ بهمن ۱۳۷۶) یک بازیکن فوتبال اهل ایران است که در پست دفاع راست بازی می کند.

## دعوت به تیم ملی
وی در تیم ملی امید بازی می‌کرد اما با نمایش‌های خوب خود در پیراهن فولاد خوزستان در رقابت‌های لیگ برتر توجه دراگان اسکوچیچ، سرمربی وقت تیم ملی فوتبال ایران را به خود جلب کرد و به تیم ملی بزرگسالان نیز دعوت شد.